# Mustafa Najem
Mustafa-Masi Najem, ukr. Мустафа-Масі Найєм, paszt. نعیم مصطفى (ur. 28 czerwca 1981 w Kabulu) – ukraiński dziennikarz, prezenter telewizyjny, blogger i działacz społeczny pochodzenia pasztuńskiego, poseł do Rady Najwyższej VIII kadencji.

## Życiorys
W 1998 został absolwentem liceum technicznego w Kijowie. W 2004 ukończył studia na wydziale technik kosmicznych Kijowskiego Instytutu Politechnicznego. W latach 2005–2007 był dziennikarzem gazety „Kommersant-Ukrajina”, następnie do 2011 redaktorem i korespondentem publicystycznych programów telewizyjnych na kanałach Inter i Ukraina (jako współpracownik Sawika Szustera).
Został także dziennikarzem śledczym w gazecie internetowej „Ukrajinśka prawda”, założonej przez Heorhija Gongadze. W swojej publicystyce poruszał m.in. problem ksenofobii – w grudniu 2010 sam został zatrzymany przed siedzibą jednej ze stacji telewizyjnych przez funkcjonariuszy Berkutu za „kaukaski wygląd”. Od 2011 do 2013 pracował w programach informacyjnych w TVi, odchodząc z niego na skutek konfliktu z nowym zarządem.
W czerwcu 2013 znalazł się wśród inicjatorów organizacji pozarządowej Hromadśke.TV, która w listopadzie tego samego roku uruchomiła telewizję internetową pod jego kierownictwem.
21 listopada 2013 Mustafa Najem na swoim koncie na Facebooku zamieścił apel o wzięcie udziału w wiecu na Placu Niepodległości w Kijowie w proteście przeciwko decyzji władz ukraińskich wstrzymujących rozmowy negocjacyjne z Unią Europejską. Jeszcze tego samego dnia na Majdanie Niezależności zebrało się około 1,5 tysiąca osób, co zapoczątkowało masowe protesty w kolejnych dniach i miejscowościach Ukrainy.
W przedterminowych wyborach z 26 października 2014 uzyskał mandat deputowanego VIII kadencji, kandydując z ramienia Bloku Petra Poroszenki.

## Życie prywatne
Mustafa Najem jest żonaty z Nastią, fotografem magazynu „Kommersant”. Ma syna Marka-Micheja (ur. 2008).